# Anthony Munday
Anthony Munday (eller Monday), född omkring 1553, död den 10 augusti 1633 i London, var en engelsk författare.
Munday var först skådespelare, därefter anställd i bokhandel och reste 1578 till Rom. Efter hemkomsten skrev han några antipapistiska ströskrifter (English romayne lyfe, 1582, utgiven 1811). Senare livnärde han sig som skådespelare och tycks ha varit en omtyckt clown; dessutom författade han religiösa traktater och folkvisor till bekanta melodier, översatte en mängd franska romaner och slutade som klädeshandlare liksom fadern. 
Åren 1584-1602 skrev han, oftast i samarbete med andra författare, 18 dramer; av dessa finns endast 4 kvar, utom en i början av 1900-talet återupptäckt fri översättning av en italiensk komedi, Fedele and Fortunio ), John a Kent and John a Cumber (1595; utgivna 1851) och två dramer om Robin Hood, The downfall of Robert, earl of Huntingdon (1599) och The death of Robert, earl of Huntingdon (jämte Henry Chettle, 1601; båda utgivna 1828). 
Munday var också en av de 4 författarna till Sir John Oldcastle (1599), som förr tillskrevs Shakespeare. Mundays dramer var vanligen byggda på folkvisor eller populära episoder ur engelska eller allmänna historien; inflytande från de högromantiska franska romaner han översatte spåras också. Hans dramatiska stil erinrar om Greenes och Peeles skola, men är enklare och folkligare. 
Munday var en av de författare, som tyckes bäst ha tillfredsställt småborgarnas smak. Sitt största rykte uppnådde han som författare av pageants för City, varmed han troligen började redan 1592, fast man har sådana bevarade endast från 1605-1611.